# Kensho Obayashi
Kensho Obayashi (大林 賢将 Ōbayashi Kenshō?, nacido el 27 de enero de 1982) es un culturista y luchador profesional japonés más conocido por su nombre en el ring Zeus (ゼウス, Zeusu). Actualmente está firmado con All Japan Pro Wrestling, donde es ex Campeón Peso Pesado de la Triple Corona de AJPW.
Obayashi es de ascendencia coreana. Su nombre coreano es Kim Bon-u (金 繁優, 김본우), pero usó el tsūmei Shigemasa Kanaya (金谷 成格, Kanaya Shigemasa) hasta que cambió legalmente su nombre a Kensho Obayashi cuando se naturalizó en 2011.

## Carrera en la lucha libre profesional

### Osaka Pro Wrestling (2006–2009; 2010–2013; 2021–presente)
Primeros años (2006-2009)
editar
En el período previo a las Finales Tennozan de 2006, un breve vídeo promocionó el debut de un nuevo y misterioso luchador. Se reveló que ese hombre era Zeus, quien haría su primera aparición en ese espectáculo, primero doblando una sartén en una demostración de fuerza y luego alineándose con Gaina y Condor, sacando el OPW Seikigun. Poco después de unir fuerzas, el grupo se autodenominó "Bad Force". Apodado "Dios de la destrucción", Zeus permaneció invicto durante varios meses después de su debut. Se asoció con Gaina para ganar el título profesional en parejas de Osaka poco después, pero los perderían en Hurricane 2007 ante Hideyoshi y Masamune en una lucha a tres bandas que también incluía a Tsubasa y Flash Moon. Zeus comenzó a destacar como luchador individual a finales de 2007, llegando a la final de Tennozan pero perdiendo ante el campeón profesional de Osaka, Tigers Mask. Super Delfin luego comenzó a interesarse por Zeus, ofreciéndose a enseñarle más sobre la lucha libre profesional y darle más entrenamiento. A pesar del resto de las protestas de Bad Force, Zeus aceptó la oferta de Delfín y finalmente abandonó el grupo. Después del huracán 2008, fundó el grupo novato Blood & Guts (B&G), reclutando a Daisuke Harada, Tadasuke y, finalmente, Atsushi Kotoge para unirse.

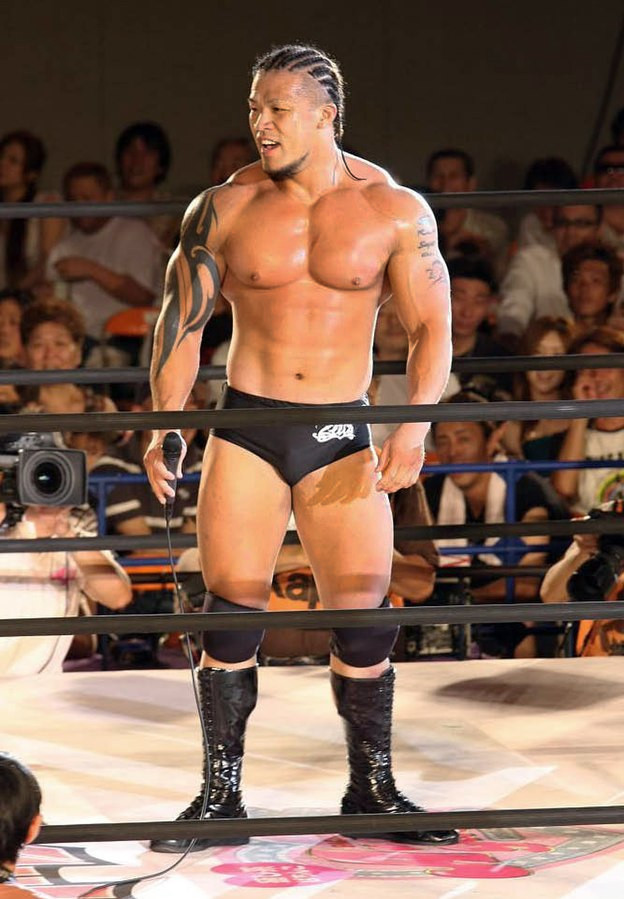
Obayashi en 2008.

En 2008, Zeus comenzó a aparecer en otras promociones, en particular enfrentándose y luego haciendo equipo con el veterano Toshiaki Kawada en Hustle.

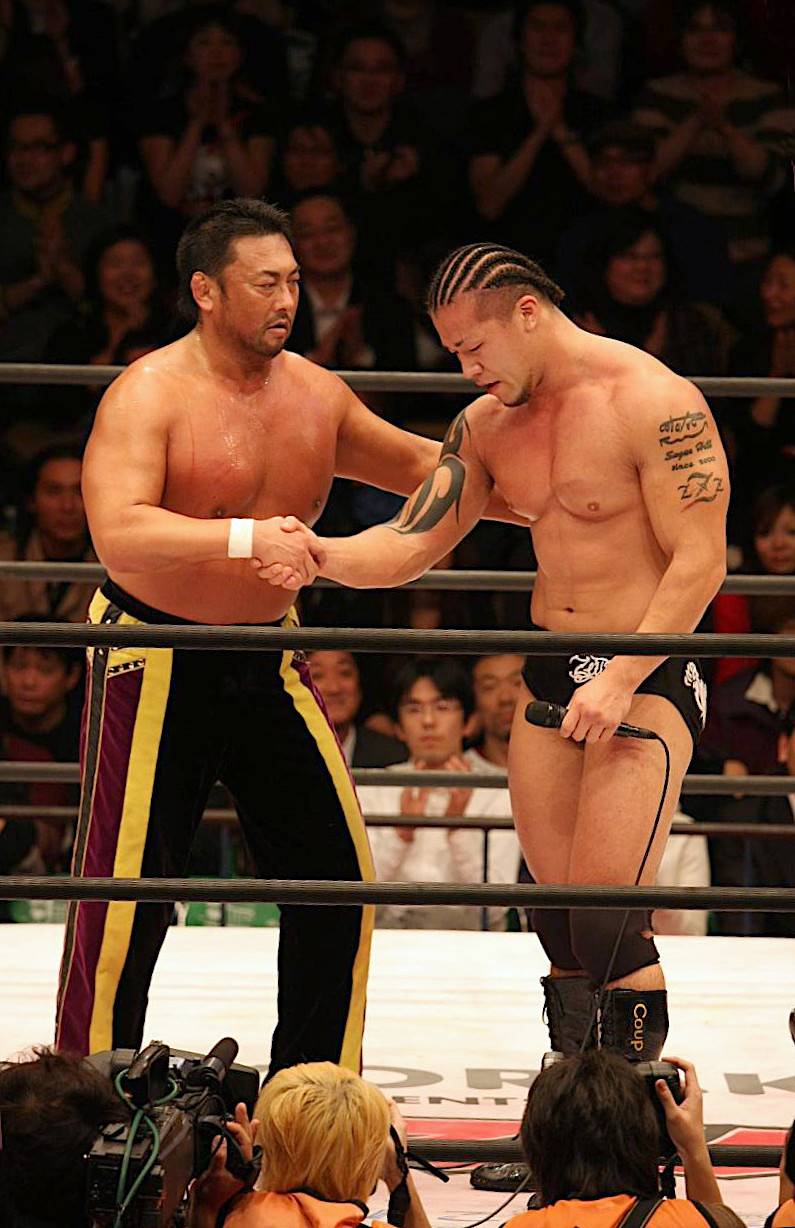
Zeus en 2008: en el ring en Christmas Day Hustle (izquierda) y dándose la mano después de un combate con Toshiaki Kawada (derecha).

 Fue en Hustle donde obtuvo una victoria individual limpia sobre el ex campeón de peso pesado de IWGP Bob Sapp. Zeus produjo su propio programa en diciembre e insinuó un anuncio importante en Hurricane 2009. Después de derrotar al Guardaespaldas, Zeus anunció que iba a comenzar a entrenar para una carrera en el boxeo y que dejaría la lucha libre. industria con efecto inmediato.

### Regreso a OPW (2010-2013)
Después de retirarse del boxeo, Obayashi anunció su regreso a la lucha libre profesional en julio de 2010. Su regreso al ring se retrasó después de que se sometió a más entrenamiento y pasó tiempo tratando de desarrollar masa corporal después de perder mucho peso para el boxeo. Su regreso oficial a la lucha libre tuvo lugar en noviembre de 2010 en Osaka Pro: Zeus Will Be Back, donde formó equipo con Daisuke Sekimoto para derrotar a Akebono y Don Fujii. Poco después de regresar, Zeus reavivó su antigua rivalidad con The BodyGuard. Los dos intercambiaron victorias durante meses, pero finalmente formaron un equipo a principios de 2011 después de que Bodyguard fuera expulsado del establo del Joker, y Zeus lo salvó de un ataque del resto del Joker. Conocidos colectivamente como los Big Guns, mantendrían el título Osaka Pro Tag por un corto tiempo a principios de 2011. Los Big Guns comenzaron a lograr un gran éxito en 2013, ganando el Osaka Tag Festival y los Campeonatos en Parejas de Osaka Pro Wrestling. por segunda vez más tarde ese año. En el Tennozan de 2013, Zeus y Bodyguard se enfrentaron en la final y Zeus salió victorioso. El 1 de marzo de 2014, se anunció que Osaka Pro se retiraría debido a dificultades financieras. El 20 de abril todos sus trabajadores pasaron a ser autónomos. Más tarde se anunció que la promoción continuaría bajo una nueva dirección, pero Zeus y Bodyguard finalmente dejaron vacantes todos sus campeonatos, y el 20 de abril lucharon en su último combate en OPW, haciendo equipo con Quiet Storm en un esfuerzo perdedor contra Billyken Kid, Bull Armor. Takuya y Búfalo Negro.

#### Como propietario de OPW (2022-presente)
En octubre de 2021, anunció que había sido nombrado propietario y presidente de Osaka Pro Wrestling. Asumió la presidencia el 30 de julio y el 26 de agosto recibió una transferencia de acciones del ex propietario Yuji Sakagami. Sin embargo, permaneció bajo contrato con All Japan Pro Wrestling (AJPW) durante el resto del año.

### All Japan Pro Wrestling (2014-2021)
El 28 de marzo, Zeus y The Bodyguard hicieron su debut para AJPW, derrotando a Menso～re Oyaji y Sushi. El 16 de mayo, Zeus y The Bodyguard recibieron una oportunidad en el Campeonato Mundial en Parejas , pero no pudieron derrotar a los campeones defensores Evolution (Joe Doering y Suwama). Zeus y Bodyguard participaron en el Torneo Ōdō 2014 como competidores individuales, con Zeus siendo eliminado en la segunda ronda por el eventual ganador Go Shiozaki y Bodyguard en la primera ronda por Takao Omori. Zeus y The Bodyguard participaron en la Liga de Determinación de Etiquetas Más Fuerte del Mundo 2014 , terminando con 8 puntos pero sin llegar a la final.
El 12 de enero de 2015, Zeus derrotó a Kenso para convertirse en el nuevo contendiente número uno al Campeonato de Peso Pesado de la Triple Corona. El 7 de febrero, Zeus no pudo capturar el campeonato de manos de Go Shiozaki. Tanto Zeus como The Bodyguard participaron en el Torneo Champion Carnival 2015 , con Zeus terminando el torneo con 3 puntos en el Bloque B y Bodyguard terminando con 2 puntos en el Bloque A. El 31 de mayo, recibieron otra oportunidad en el World Tag Team. Campeonato, pero no pudieron derrotar a Xceed ( Go Shiozaki y Kento Miyahara ).. El 15 de agosto, Zeus y Bodyguard obtuvieron una gran victoria, derrotando a los ex campeones mundiales en parejas Akebono y Yutaka Yoshie. Al día siguiente, Zeus hizo su segundo desafío por el Campeonato de Peso Pesado de la Triple Corona, esta vez perdiendo ante Akebono. Zeus y The Bodyguard participaron en la World's Strongest Tag Determination League 2015, perdiendo sus dos primeros partidos pero logrando ganar el resto de sus partidos y llegar a la final, terminando el torneo con 8 puntos. En la final, fueron derrotados por Kento Miyahara y Suwama. El 23 de diciembre, Zeus y Bodyguard finalmente capturaron el Campeonato Mundial en Parejas, derrotando a Wild Burning (Jun Akiyama y Takao Omori).
El 10 de enero de 2016, después de que Zeus, Bodyguard y Billyken Kid derrotaran a Suwama, Atsushi Aoki y Hikaru Sato, Zeus pidió una oportunidad por el Campeonato de peso pesado de la Triple Corona. El 12 de febrero, en el primer día de Jr.Battle Of Glory, Zeus perdió ante Kento Miyahara por el Campeonato de Peso Pesado de la Triple Corona que quedó vacante. El 21 de febrero, Zeus y Bodyguard retuvieron el Campeonato Mundial en Parejas contra Nextream (Jake Lee y Kento Miyahara). Del 9 al 24 de abril, Zeus participó en el Champion Carnival Zeus 2016 en el bloque B. Terminó su bloque con 10 puntos, perdiendo solo 1 partido y avanzando a la final, donde perdió ante Daisuke Sekimoto. El 15 de junio, Zeus y Bodyguard perdieron el título mundial en parejas ante Daisuke Sekimoto y Yuji Okabayashi. El 27 de noviembre, Zeus y Bodyguard derrotaron a Sekimoto y Okabayashi para recuperar los Campeonatos Mundiales en Parejas. El 21 de mayo de 2017, perdieron los títulos ante Kai y Kengo Mashimo, pero lograron recuperar los títulos en una revancha el 11 de junio. Sin embargo, perderían los títulos en su primera defensa ante Nextream (Jake Lee y Naoya Nomura) el 17 de julio. El 25 de febrero de 2018, derrotaron a Kento Miyahara y Yoshitatsu para ganar los títulos por cuarta vez, pero los perdieron exactamente un mes después ante Ryoji Sai y Dylan James. El 29 de julio, Zeus una vez más desafió y derrotó a Kento Miyahara para finalmente capturar el Campeonato Peso Pesado de Triple Corona. Hizo su primera defensa exitosa el 26 de agosto contra Shuji Ishikawa. Sin embargo, perdió el título ante Miyahara el 21 de octubre en su segunda defensa.

## Campeonatos y logros
- All Japan Pro Wrestling
  - All Asia Tag Team Championship (1 vez) – con Izanagi
  - Triple Crown Heavyweight Championship (1 vez)
  - World Tag Team Championship (5 veces) – con The Bodyguard (4) y Ryoji Sai (1)
  - Champion Carnival (2020)
- DDT Pro-Wrestling
  - Ironman Heavymetalweight Championship (1 vez)[31]
- Osaka Pro Wrestling
  - Osaka Pro Wrestling Championship (2 veces)
  - Osaka Pro Wrestling Tag Team Championship (3 veces) – con The Bodyguard (2) y Gaina (1)
  - Tennozan (2013)[32]
  - Osaka Tag Festival (2008) – con Daisuke Harada[33]
  - Osaka Tag Festival (2013) – con Bodyguard
- Pro Wrestling Zero1
  - NWA United National Heavyweight Championship (1 vez)
  - NWA Intercontinental Tag Team Championship (1 vez) – con Masato Tanaka
  - Furinkazan (2012) – con James Raideen

- Pro Wrestling Illustrated
  - Situado en el No. 91 del top 500 luchadores individuales de PWI 500 en 2019[34]